# Hotaka-dake
Der Hotaka-dake (jap. 穂高岳) ist ein Gebirgszug im Hida-Gebirge der Japanischen Alpen, der auf der Grenze der Präfekturen Nagano und Gifu verläuft. Die höchste Erhebung des Berges, der Okuhotaka-dake, ist mit 3190 m nach dem Fuji und dem Kita-dake der dritthöchste Gipfel Japans.  
Als erster Gipfel der Kette wurde 1880 der Myōjin-dake von William Gowland bestiegen. 1893 gelang Kiyohiko Tate der Aufstieg auf den Maehotaka, 1906 erklomm Gunji Abe den Okuhotaka.
1934 wurde der Hotaka-dake ein Teil des Chūbu-Sangaku-Nationalparks. Der wichtigste Ausgangspunkt für Bergtouren ist der zur Stadt Matsumoto gehörende Weiler Kamikōchi.

## Gipfel der Kette
- Okuhotaka-dake (奥穂高岳), 3190 m
  - 800 m nördlich: Karasawa-dake (涸沢岳), 3110 m, 36° 18′ N, 137° 39′ O
  - 1,5 km nordnordöstlich: Kitahotaka-dake (北穂高岳), 3106 m, 36° 18′ N, 137° 39′ O
  - 1,4 km südöstlich: Maehotaka-dake (前穂高岳), 3090 m, 36° 17′ N, 137° 40′ O
  - 2 km südöstlich: Myōjin-dake (明神岳), 2931 m, 36° 16′ N, 137° 40′ O
  - 2,1 km südwestlich: Nishihotaka-dake (西穂高岳), 2908,6 m, 36° 17′ N, 137° 38′ O
  - 1,6 km südwestlich: Ainodake (間ノ岳), 2907 m, 36° 17′ N, 137° 38′ O
  - 1,6 km nordwestlich: Gamada-Fuji (蒲田富士), 2742 m, 36° 18′ N, 137° 38′ O